# Leptotarsus (Longurio) anoplostylus
Leptotarsus (Longurio) anoplostylus is een tweevleugelige uit de familie langpootmuggen (Tipulidae). De soort komt voor in het Afrotropisch gebied.